# Limnophila implicita
Limnophila implicita är en tvåvingeart som beskrevs av Alexander 1929. Limnophila implicita ingår i släktet Limnophila och familjen småharkrankar. Inga underarter finns listade i Catalogue of Life.